# Tipitapa
Tipitapa est l'une des neuf municipalités du département de Managua, au Nicaragua.
La bourgade de Tipitapa est fondée sous le nom de Saint Joseph de Tipitapa par l'espagnol Juan Bautista Almendárez le 17 février 1755. Elle est élevée au rang de municipalité le 10 novembre 1961. Selon le recensement de 2000, Tipitapa a une population de 108 457 habitants pour une densité de 112,2 hab/km2. Elle est située sur le rive est du lac de Managua, à l'embouchure du Río Tipitapa qui relie les deux grands lacs du Nicaragua.